# M-TEC
株式会社M-TEC（エムテック、M-TEC Co., Ltd.）は、ホンダ車用アフターパーツの製造販売やレース用エンジンの開発製造を行う日本の企業。2003年（平成15年）設立。

## 概要
前身は株式会社無限（むげん）。2003年に株式会社M-TECが設立され、2004年（平成16年）に無限のほぼ全ての業務がM-TECに譲渡された。
現在も株式会社無限はM-TECと同住所で存続しており、『無限』の商標は同社が保持している。そのため、M-TECは株式会社無限と『無限』ブランドの独占使用契約を締結して『無限』ブランドによる事業を展開し、株式会社無限はM-TECからライセンス料を得るという関係性にある。
ここでは株式会社無限に関する記述も行う。
創業者の本田博俊が本田宗一郎の息子という事情もあり、本田技研工業（ホンダ）とは直接の資本関係こそないが、後述するように関係が深い。無限（M-TEC）の本社社屋の近隣に本田技術研究所（和光・朝霞研究所）があることや、ホンダの労務管理上深夜残業が原則禁止されている関係から、ホンダのエンジニアが研究所を退勤後に無限（M-TEC）のオフィスに移動して開発作業を継続するといったことも多く行われていたという。

## 沿革

### 無限
- 1973年（昭和48年） - 本田宗一郎の長男である本田博俊が、後に本田技研工業社長となる川本信彦らとともに創設。ホンダ2輪・4輪車のチューニングパーツの開発と販売を行っていた。1970年代から1980年代には2輪モトクロスなどでも実績を残している。
- 1992年（平成4年） - 前年までホンダが開発していたF1用3.5 L V型10気筒エンジンの開発を引き継ぐ形でF1参戦を開始。供給先はフットワーク・グランプリ。
- 1994年（平成6年） - エンジン供給先をチーム・ロータスへ変更。
- 1996年（平成8年） - F1モナコGPにおいて、無限エンジン（MF301HA）がオリビエ・パニスのドライブするリジェにより初勝利を挙げる。
- 2000年（平成12年） - ホンダのF1復帰に伴い、ジョーダン・グランプリへのエンジン供給を最後にF1参戦を終了。
- 2004年（平成16年）4月1日 - 株式会社M-TECへ業務を譲渡。以降は『無限』の商標保持および管理を業務とし、M-TECと『無限』ブランド独占使用契約を締結。

### M-TEC
- 2003年（平成15年）10月1日 - 株式会社M-TECを設立。代表は永長眞（ながおさ しん）。
- 2004年（平成16年）4月1日 株式会社無限から『無限』の商標保持および管理以外の業務の譲渡を受け、同時に株式会社無限と『無限』ブランドの独占使用契約を締結する。

## 主な業務

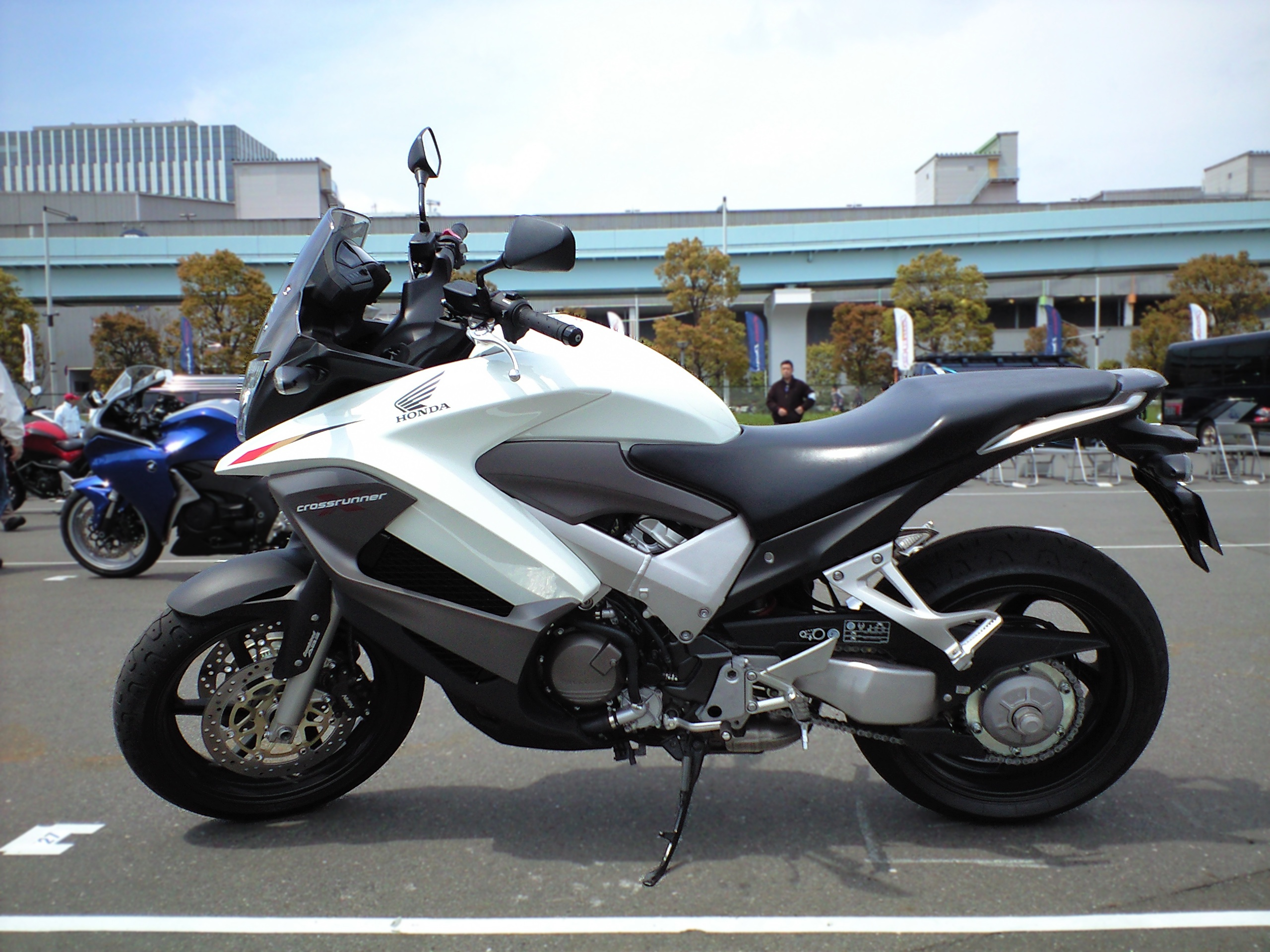
VFR800X MUGEN

（2003年以前は株式会社無限、2004年以降は株式会社M-TECによるもの）
レース用エンジンの開発・製造及び供給
- MF308（3,000 cc V8 F3000/FN用）(1988年 - 2005年)
- HF386E（3,000 cc V8 FN用）(2006年 - 2008年)
- HR09E/HR10E/HR10EG（3,400 cc V8 FN/SUPER GT用）(2009年 - )
- MF204-MF204D（2,000 cc 直4 F3用）(1988年 - 2007年、2013年 - )
- MF408S/MF458S（4,000 cc/4,500 cc V8 スポーツプロト/スポーツカー/SUPER GT用）
- C32B改（3,500 cc/3,400 cc V6 JGTC/SUPER GT用）(1997年 - 2003年、2005年 - 2009年)
- C30A改（3,000 cc V6 T/C SUPER GT用）(2004年)
- C32B改（3,000 cc V6 T/C SUPER GT用）(2005年)

ホンダ車用アフターマーケットパーツの開発及び製造販売およびレース部品の供給とレースサポート
- 現在は二輪・四輪共に行なっている。

自社パーツによるセッティングを施した輸入車両の販売
- 2011年（平成23年）、日本国内未発売のホンダ製オートバイを輸入し、自社製パーツを装着して無限ブランドで販売した。車両はVFR800X MUGENとVFR1200X/XD MUGENで、その後両車のベースモデルがホンダから正規に国内販売された（800Xは2014年〈平成26年〉12月、1200Xは2014年〈平成26年〉3月発売）。

ホンダ車によるワンメイクレースにおいて、エントラントへのテクニカル及びホスピタリティのサーキットサービス
- H.O.A.（ホンダ ワンメイク レースアソシエーション）メンバー

## レース活動
F1に関する活動については、#F1への挑戦 に別記している。

### 無限
1985年（昭和60年）から1993年（平成5年）まで全日本ツーリングカー選手権 (JTC) にシビックで参戦し、1987年（昭和62年）、1988年（昭和63年）、および1991年（平成3年）から1992年（平成4年）にかけてディビジョン1/クラス3のシリーズチャンピオンを獲得した。
1994年（平成6年）、1995年（平成7年）の全日本ツーリングカー選手権 (JTCC) にシビックフェリオ、1996年（平成8年）、1997年（平成9年）にアコードで参戦し、1997年（平成9年）にはシリーズチャンピオンを獲得した。
1998年（平成10年）から2003年（平成15年）まで全日本GT選手権 (SUPER GT) のGT500クラスにNSXで参戦し、2000年（平成12年）にはドライバー/チーム、2002年（平成14年）にはチーム/チューナー部門でシリーズチャンピオンを獲得した。
2輪では、1976年（昭和51年）から1992年（平成4年）までの16年間、全日本モトクロス選手権に無限オリジナルモトクロッサー・ME（無限・エルシノアの略）シリーズで参戦。他のワークス・チームに先駆けて、フロントサスペンションのロングストローク化やエンジンの水冷化、アルミフレームの採用など、数々の新機軸を盛り込んだ先鋭的なマシンを送り出した。また無現・MEは1980年（昭和55年）のモトクロス世界選手権アメリカGPの125ccクラスにおいて、ジョニー・オマラのライディングで優勝を飾っている。ロードレースにおいては、1984年と1985年に生沢徹率いるTeam Ikuzawaと由良拓也率いるムーンクラフトと手を組んで、鈴鹿8時間耐久ロードレースにCBX750Fのエンジンをオリジナルフレームに搭載したオリジナルマシンの無限・ホワイトブルで参戦している。

### M-TEC
2004年（平成16年）は、前年のGT500クラスで使用していたNSXに若干の変更（エアリストリクター径の縮小、タイヤをブリヂストンからダンロップに変更など）を加え、GT300クラスに参戦した。開幕戦から常に上位争いに加わり、シリーズチャンピオンを獲得した（優勝は最終戦の1回）。シーズン当初は「ちょんまげ」（ルーフの上に設置されるエアインテークの通称。メーカーオプション）を封印していたが、同年最終戦以降に使用を再開。
2005年（平成17年）も常に上位の成績を上げ、シーズンランキング2位となる。同年からは、メンテナンスガレージ及び実質レース運営としてGT500クラスに参戦しているチーム国光の100号車を請け負った。
翌2006年（平成18年）より独自チームでの参戦は一旦なくなったが、2012年（平成24年）に第4戦（菅生）よりCR-ZでGT300クラスに参戦することが決まり、7月4日にツインリンクもてぎでのシェイクダウンと合わせて正式な体制が発表された。この年はシーズンランキング15位に終わったが、2013年（平成25年）はS-GTのシリーズポイントが付与される1戦となった、アジアン・ル・マン・シリーズ（AsLMS）第2戦（富士）で優勝したほか全戦で入賞した結果、ドライバー/チームのシリーズチャンピオンを獲得した。翌2014年（平成26年）まで参戦した。
2017年（平成29年）より「TEAM MUGEN」としてGT500クラスに復帰し、第6戦（鈴鹿1000km）では第3ドライバーとしてジェンソン・バトンをスポット起用した。
2010年（平成22年）よりフォーミュラ・ニッポンへ独自チームでの参戦を開始し、シリーズ名称がスーパーフォーミュラに変わった2013年（平成25年）と2018年（平成30年）、2021年（令和3年）にはドライバーズチャンピオンを獲得。2022年はドライバー/チームのシリーズチャンピオンを獲得した。
2006年（平成18年）より始まった全日本スポーツカー耐久選手権 (JLMC) へ第2戦より参戦した。マシンはクラージュ・C70で、エンジンはMF458S (V8 4,500 cc NA）、タイヤはミシュランを使用。しかし、2007年（平成19年）シーズンをもってJLMCが消滅したため参戦を終了した。
エンジン・マニュファクチャラーとしては、SUPER GT（GT500のNSX及びGT300のVemac・RD408R）やフォーミュラ・ニッポンやF3等でエンジン供給を行っている。2008年（平成10年）からは世界ツーリングカー選手権 （WTCC） に参戦するホンダ・アコードユーロRにもエンジン供給を開始した。2014年（平成26年）から、HRD Sakura からの受託業務としてGT500 NSX のパーツサポート業務を行っている。これは、同年よりこれまで同業務を受託した童夢が業務縮小に伴い撤退した為と言われている。
2012年（平成24年）には競技用の電動オートバイ『神電』(shinden) を開発し、マン島TTレースのTT-Zeroクラスに出走。2012年・2013年はクラス2位に終わるが、2014年から2019年まで6連覇を達成している。

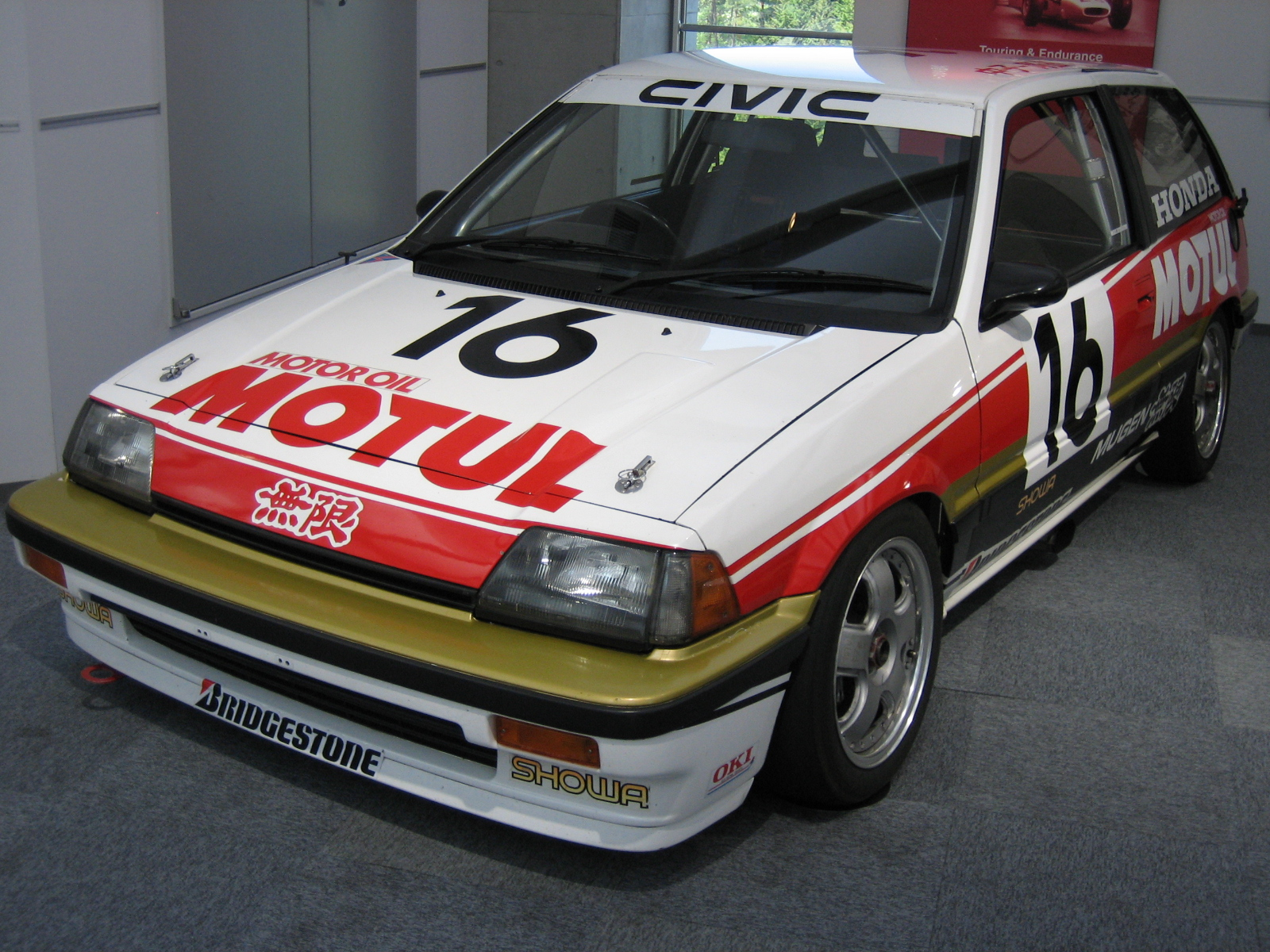
無限 シビック（1987年、JTC）
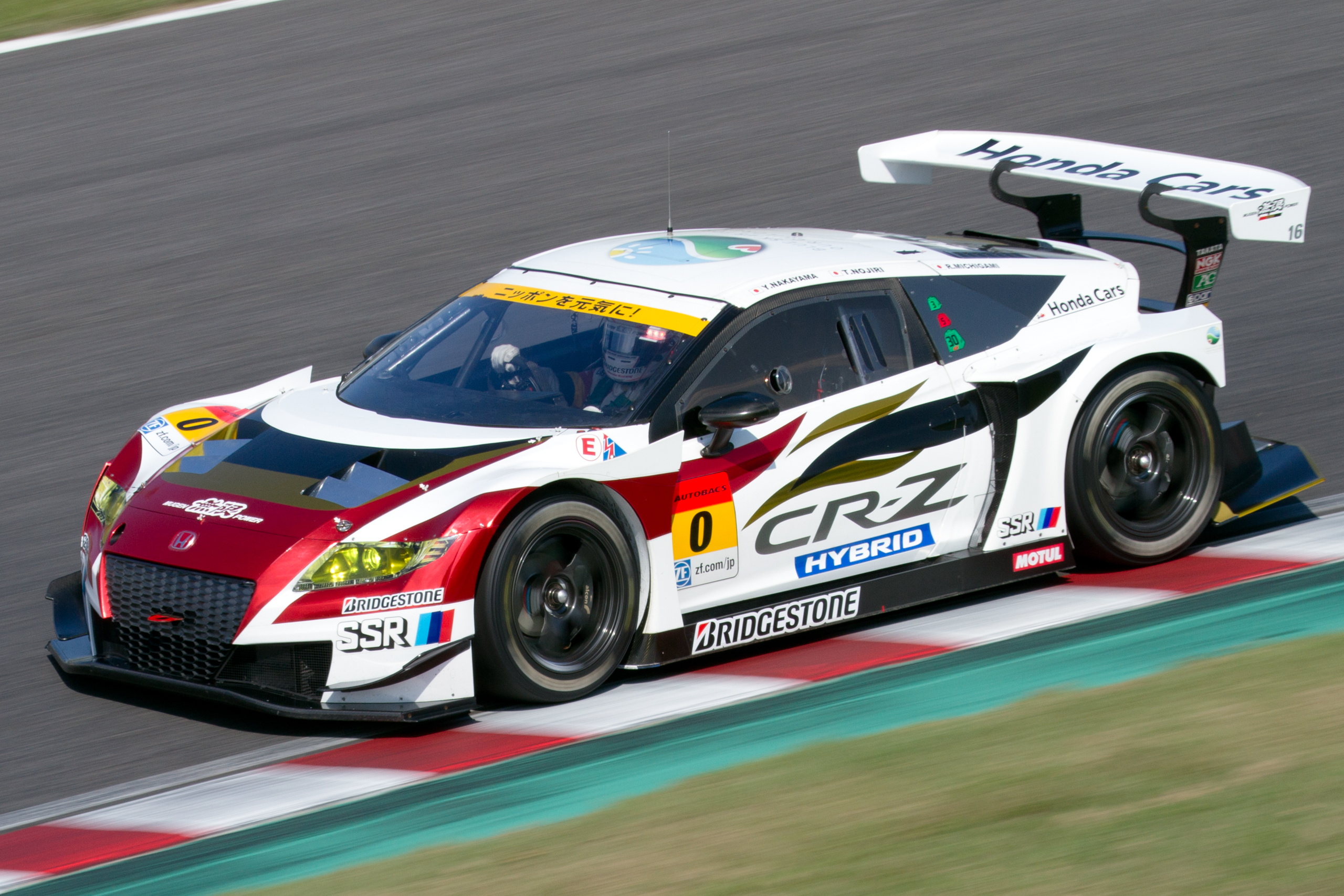
無限 CR-Z GT（2014年、GT300）
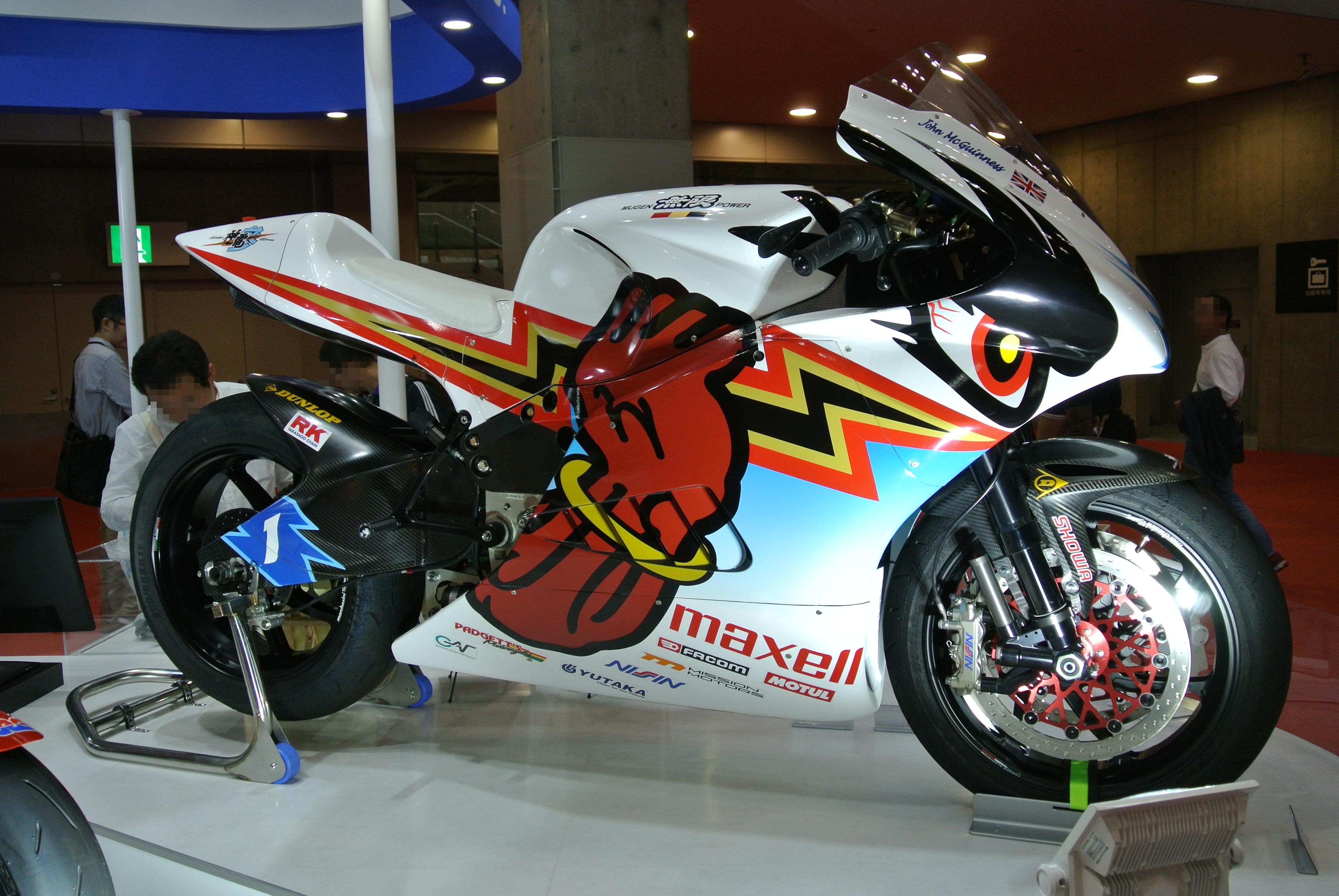
神電 参（2014年、TT Zero）
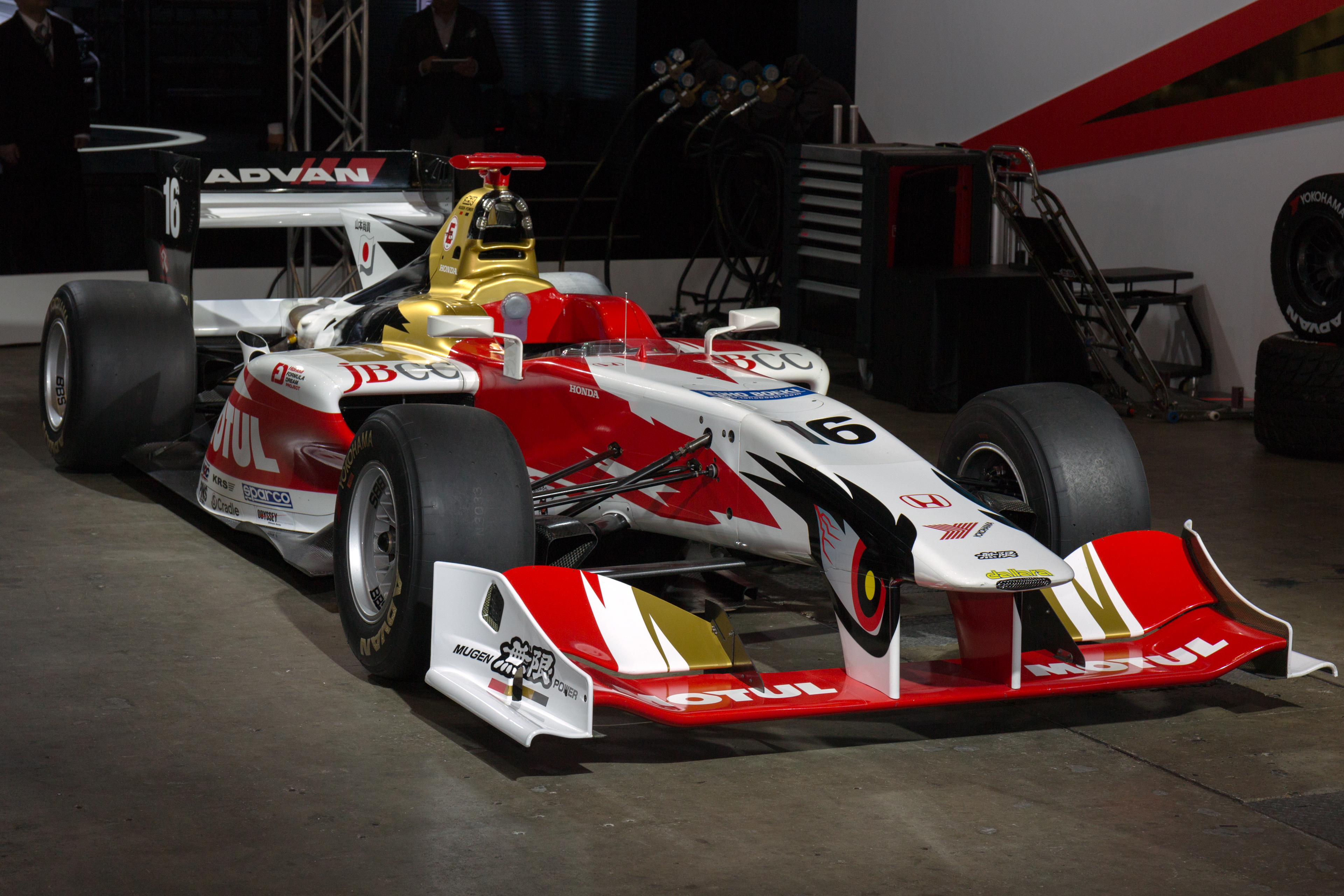
TEAM MUGEN ダラーラ・SF14（2016年、スーパーフォーミュラ）
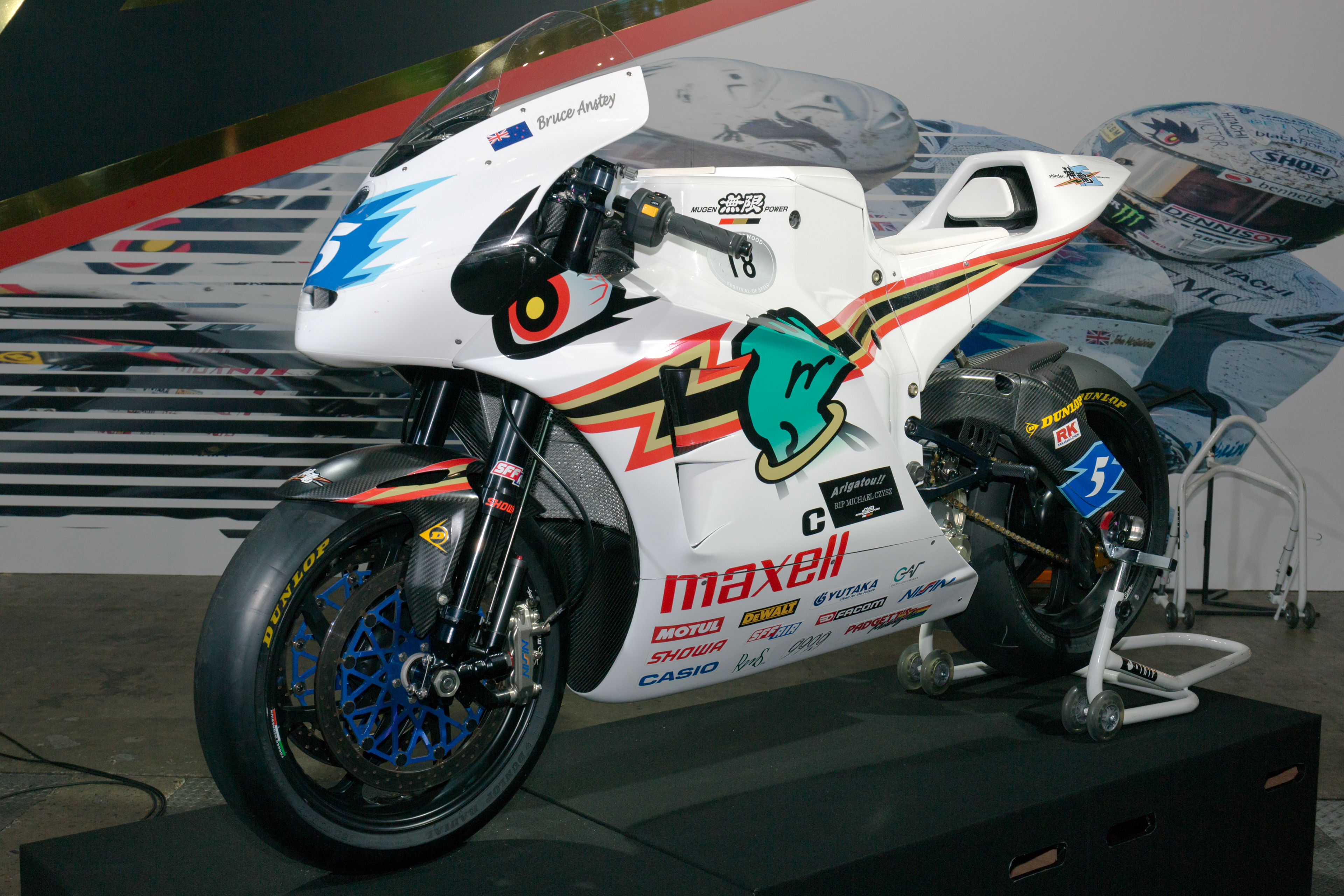
神電 伍（2016年、TT Zero）
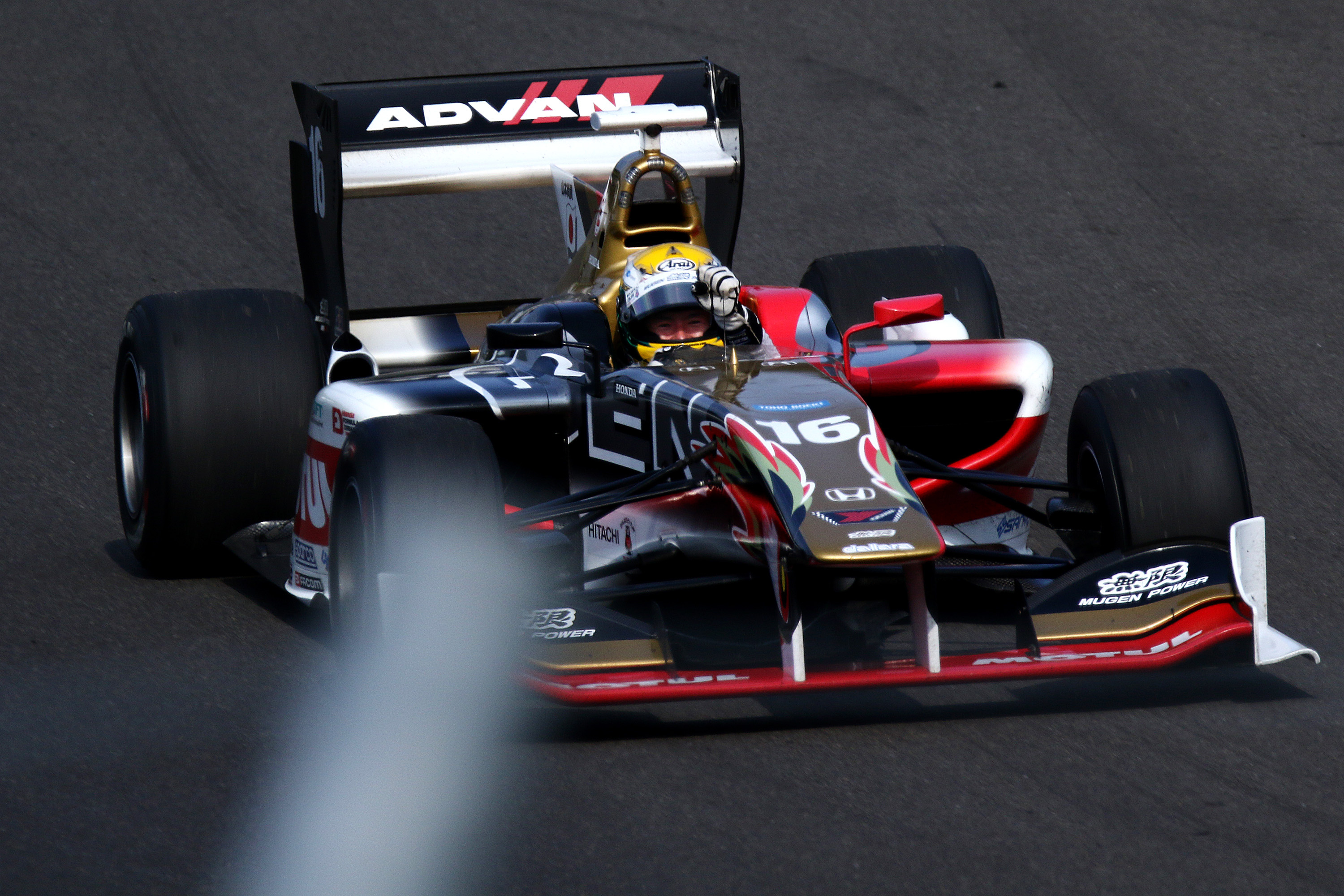
TEAM MUGEN ダラーラ・SF14（2018年、スーパーフォーミュラ）
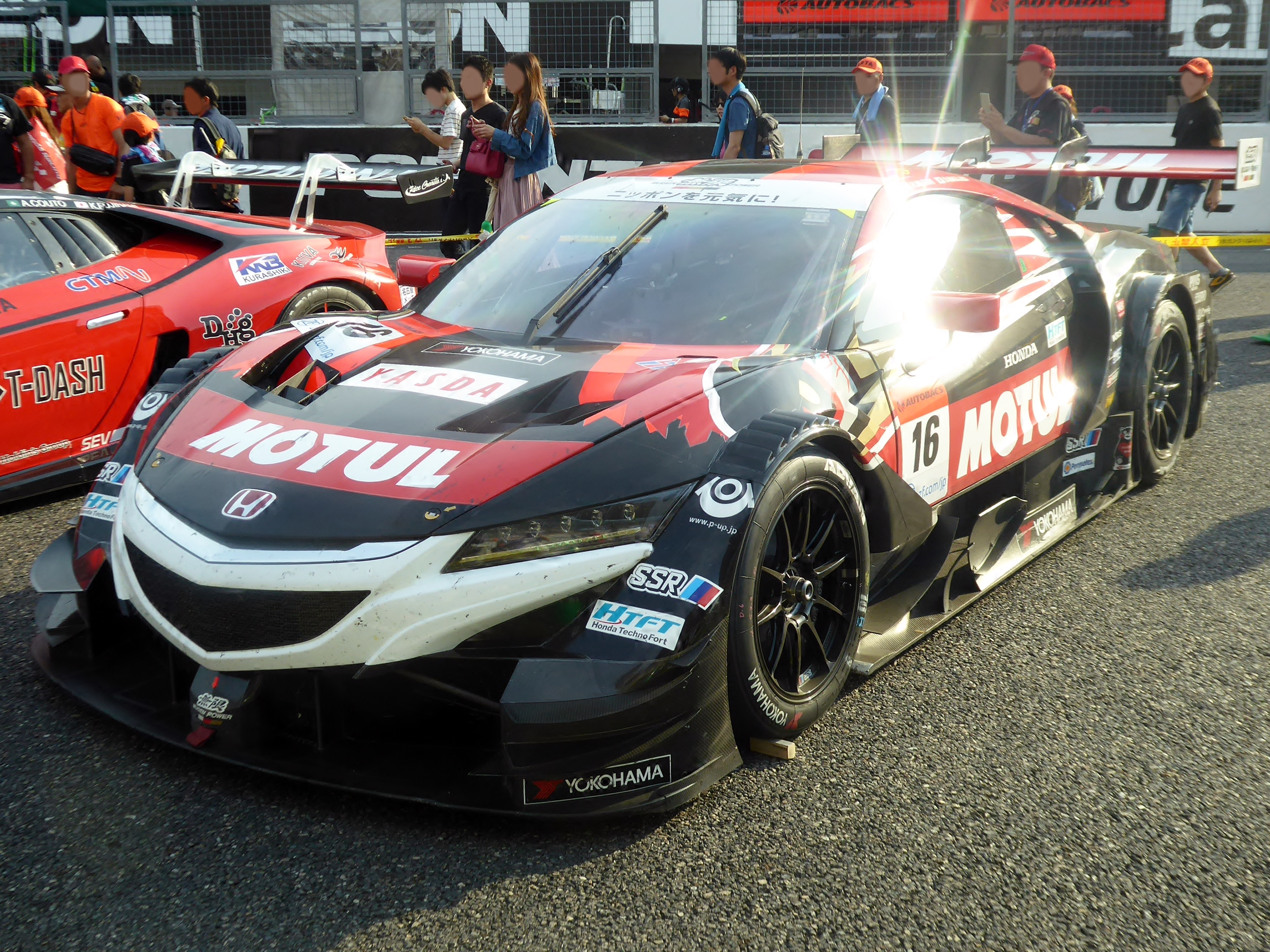
MOTUL MUGEN NSX-GT（2019年、GT500）
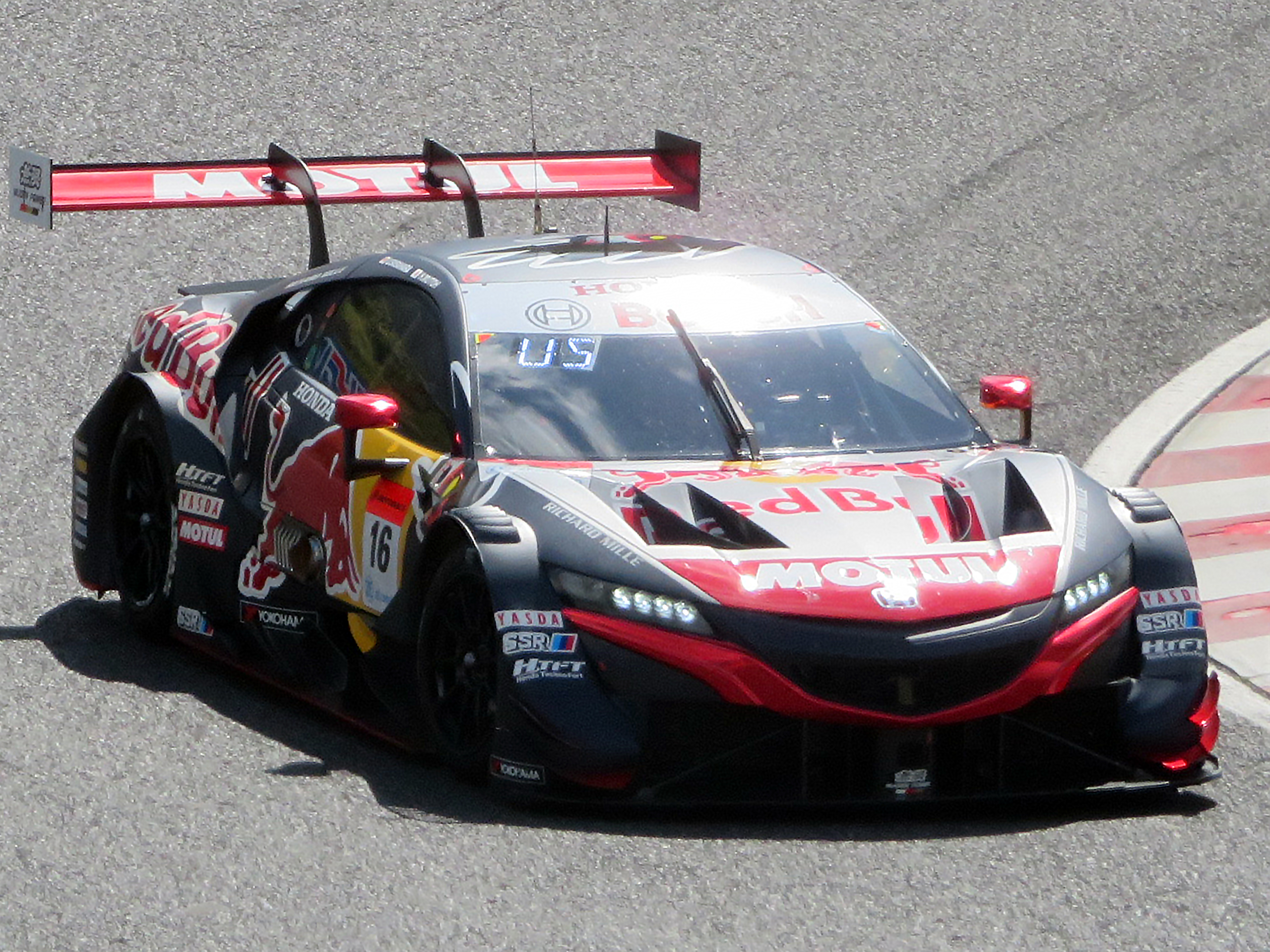
Red Bull MOTUL MUGEN NSX-GT（2020年、GT500）
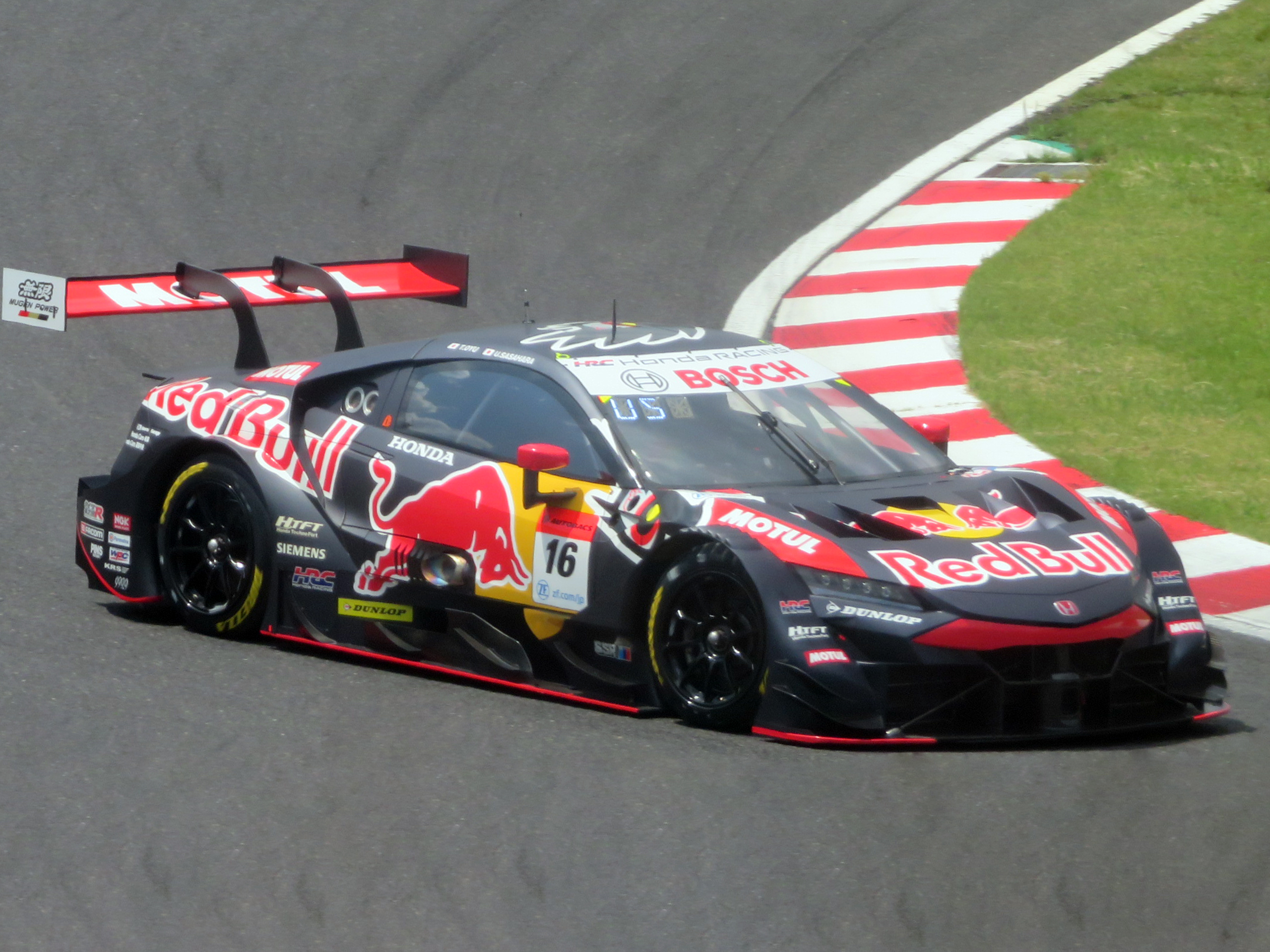
Red Bull MOTUL MUGEN NSX-GT（2022年、GT500）

## F1への挑戦
1987年（昭和62年）から1988年（昭和63年）にかけて、無限単独でF1用V8エンジンの製作に入り、ティレル・018や全日本F3000で使用されたレイナード89D改を使用してのテスト走行を行った。しかし、これと前後して後述する無限ホンダV10エンジン計画が動き出したため、結局このときに製作されたV8エンジンは実戦デビューすることはなかった。
1992年から1993年まで、ホンダが前年にティレルへ供給したV10エンジン「RA101E」の開発を無限が引継ぎ、「MF351H」と改称したエンジンをフットワークへ供給することを発表した。エンジンのブランド名は「無限-ホンダ("MUGEN-HONDA")」。ホンダは1992年限りでF1から撤退したが、その後も完全ではないものの、技術供与やエンジニアの派遣を行なっていた。
1994年はロータスへ供給を行った。新設計V10エンジンの「MF351HD」を投入した第12戦イタリアGPでジョニー・ハーバートが、予選4位を得る速さを発揮するが、決勝ではスタート直後にジョーダンのエディ・アーバインに追突されてスピン。赤旗再スタートとなったが、新エンジンがレースカーに搭載された1基しかなく、旧型エンジン (MF351HC) を積んだTカー（スペアカー）でのピットスタートとなってしまった。結局、この年1度も入賞することはできず、資金難に苦しんだチームはこの年をもって撤退した。
排気量が3,000 ccに縮小された1995年には、リジェに新エンジン「MF301H」を供給。1996年のモナコGPでは、荒れたウェットレースをオリビエ・パニスが制し、無限-ホンダに初勝利をもたらした。しかし、翌1997年にリジェを買収したプロストはオールフレンチチームを目指していたため、当時プジョーエンジンを使用していたジョーダンと交渉の末、エンジンをスワップする形となった。
1998年からジョーダンにエンジンを供給することになり、同年のベルギーGPで、元ワールドチャンピオンのデイモン・ヒルが勝利し、このシーズンでチームはコンストラクターズランキングで4位となった。翌1999年はハインツ＝ハラルド・フレンツェンが2勝を挙げ、終盤までドライバーズチャンピオン争いに絡む活躍を見せ、コンストラクターズランキングで3位にまで躍進した。
ジョーダンへのエンジン供給は2000年まで続いたが、その年よりホンダがエンジンコンストラクターとして復帰したこと、チーム代表のエディ・ジョーダンが、B・A・Rと同等のワークスエンジンをホンダに要求、2001年からの供給が決まったことで、無限のF1活動は2000年限りで終了した。
なお、F1公式サイトでは"MUGEN HONDA"表記となっており、テレビ中継時表記は"HONDA"と記載していた。
これらの一連のF1参戦は、当初「（ホンダF1の）第2期で得た経験を、いつかF1に復帰した際にそのプロジェクトに引き継ぐ」ことを目的としてスタートしたが、実際には第3期の活動は無限とは全く関係のないところでスタートし、無限ホンダに関わっていた人間には（ホンダの人間ですら）全く声がかからなかったという。背景にはホンダ社内の派閥争いがあったと目されており、実際には2002年頃から無限ホンダの関係者も第3期活動に参加するようになるものの、結果として苦戦を強いられることになった。

### 変遷および成績
(key) （太字はポールポジション）
| 年     | エンジン                   | チーム                                     | シャーシ   | タイヤ | No. | ドライバー                                                                                     | 1   | 2   | 3   | 4   | 5   | 6   | 7   | 8   | 9   | 10  | 11  | 12  | 13  | 14  | 15  | 16  | 17  | ポイント | 順位 |
| ------ | -------------------------- | ------------------------------------------ | ---------- | ------ | --- | ---------------------------------------------------------------------------------------------- | --- | --- | --- | --- | --- | --- | --- | --- | --- | --- | --- | --- | --- | --- | --- | --- | --- | -------- | ---- |
| 1992年 | MF-351H V10, 3.5           | フットワーク グランプリ インターナショナル | FA13       | G      |     |                                                                                                | RSA | MEX | BRA | ESP | SMR | MON | CAN | FRA | GBR | GER | HUN | BEL | ITA | POR | JPN | AUS |     | 6        | 7位  |
| 1992年 | MF-351H V10, 3.5           | フットワーク グランプリ インターナショナル | FA13       | G      | 9   | ミケーレ・アルボレート                                                                         | 10  | 13  | 6   | 5   | 5   | 7   | 7   | 7   | 7   | 9   | 7   | Ret | 7   | 6   | 15  | Ret |     | 6        | 7位  |
| 1992年 | MF-351H V10, 3.5           | フットワーク グランプリ インターナショナル | FA13       | G      | 10  | 鈴木亜久里                                                                                     | 8   | DNQ | Ret | 7   | 10  | 11  | DNQ | Ret | 12  | Ret | Ret | 9   | Ret | 10  | 8   | 8   |     | 6        | 7位  |
| 1993年 | MF-351HB V10, 3.5          | フットワーク 無限ホンダ                    | FA13B FA14 | G      |     |                                                                                                | RSA | BRA | EUR | SMR | ESP | MON | CAN | FRA | GBR | GER | HUN | BEL | ITA | POR | JPN | AUS |     | 4        | 9位  |
| 1993年 | MF-351HB V10, 3.5          | フットワーク 無限ホンダ                    | FA13B FA14 | G      | 9   | デレック・ワーウィック                                                                         | 7   | 9   | Ret | Ret | 13  | Ret | 16  | 13  | 6   | 17  | 4   | Ret | Ret | 15  | 14  | 10  |     | 4        | 9位  |
| 1993年 | MF-351HB V10, 3.5          | フットワーク 無限ホンダ                    | FA13B FA14 | G      | 10  | 鈴木亜久里                                                                                     | Ret | Ret | Ret | 9   | 10  | Ret | 13  | 12  | Ret | Ret | Ret | Ret | Ret | Ret | Ret | 7   |     | 4        | 9位  |
| 1994年 | MF-351HC MF-351HD V10, 3.5 | チーム・ロータス                           | 107C 109   | G      |     |                                                                                                | BRA | PAC | SMR | MON | ESP | CAN | FRA | GBR | GER | HUN | BEL | ITA | POR | EUR | JPN | AUS |     | 0        | -    |
| 1994年 | MF-351HC MF-351HD V10, 3.5 | チーム・ロータス                           | 107C 109   | G      | 11  | ペドロ・ラミー アレッサンドロ・ザナルディ フィリップ・アダムス エリック・ベルナール ミカ・サロ | 10  | 8   | Ret | 11  | 9   | 15  | Ret | Ret | Ret | 13  | Ret | Ret | 16  | 18  | 10  | Ret |     | 0        | -    |
| 1994年 | MF-351HC MF-351HD V10, 3.5 | チーム・ロータス                           | 107C 109   | G      | 12  | ジョニー・ハーバート アレッサンドロ・ザナルディ                                                | 7   | 7   | 10  | Ret | Ret | 8   | 7   | 11  | Ret | Ret | 12  | Ret | 13  | 16  | 13  | Ret |     | 0        | -    |
| 1995年 | MF-301H V10, 3.0           | リジェ ジタン ブロンド                     | JS41       | G      |     |                                                                                                | BRA | ARG | SMR | ESP | MON | CAN | FRA | GBR | GER | HUN | BEL | ITA | POR | EUR | PAC | JPN | AUS | 24       | 5位  |
| 1995年 | MF-301H V10, 3.0           | リジェ ジタン ブロンド                     | JS41       | G      | 25  | 鈴木亜久里 マーティン・ブランドル                                                              | 8   | Ret | 11  | 9   | Ret | 10* | 4   | Ret | 6   | Ret | 3   | Ret | 8   | 7   | Ret | DNS | Ret | 24       | 5位  |
| 1995年 | MF-301H V10, 3.0           | リジェ ジタン ブロンド                     | JS41       | G      | 26  | オリビエ・パニス                                                                               | Ret | 7   | 9   | 6   | Ret | 4   | 8   | 4   | Ret | 6   | 9   | Ret | Ret | Ret | 8   | 5   | 2   | 24       | 5位  |
| 1996年 | MF-301HA V10, 3.0          | リジェ ゴロワーズ ブロンド                 | JS43       | G      |     |                                                                                                | AUS | BRA | ARG | EUR | SMR | MON | ESP | CAN | FRA | GBR | GER | HUN | BEL | ITA | POR | JPN |     | 15       | 6位  |
| 1996年 | MF-301HA V10, 3.0          | リジェ ゴロワーズ ブロンド                 | JS43       | G      | 9   | オリビエ・パニス                                                                               | 7   | 6   | 8   | Ret | Ret | 1   | Ret | Ret | 7   | Ret | 7   | 5   | Ret | Ret | 10  | 7   |     | 15       | 6位  |
| 1996年 | MF-301HA V10, 3.0          | リジェ ゴロワーズ ブロンド                 | JS43       | G      | 10  | ペドロ・ディニス                                                                               | 10  | 8   | Ret | 10  | 7   | Ret | 6   | Ret | Ret | Ret | Ret | Ret | Ret | 6   | Ret | Ret |     | 15       | 6位  |
| 1997年 | MF-301HA MF-301HB V10, 3.0 | プロスト ゴロワーズ ブロンド               | JS45       | B      |     |                                                                                                | AUS | BRA | ARG | SMR | MON | ESP | CAN | FRA | GBR | GER | HUN | BEL | ITA | AUT | LUX | JPN | EUR | 21       | 6位  |
| 1997年 | MF-301HA MF-301HB V10, 3.0 | プロスト ゴロワーズ ブロンド               | JS45       | B      | 14  | オリビエ・パニス ヤルノ・トゥルーリ                                                            | 5   | 3   | Ret | 8   | 4   | 2   | 11  | 10  | 8   | 4   | 7   | 15  | 10  | Ret | 6   | Ret | 7   | 21       | 6位  |
| 1997年 | MF-301HA MF-301HB V10, 3.0 | プロスト ゴロワーズ ブロンド               | JS45       | B      | 15  | 中野信治                                                                                       | 7   | 14  | Ret | Ret | Ret | Ret | 6   | Ret | 11  | 7   | 6   | Ret | 11  | Ret | Ret | Ret | 10  | 21       | 6位  |
| 1998年 | MF-301HC V10, 3.0          | ベンソン&ヘッジス ジョーダン 無限ホンダ    | 198        | G      |     |                                                                                                | AUS | BRA | ARG | SMR | ESP | MON | CAN | FRA | GBR | AUT | GER | HUN | BEL | ITA | LUX | JPN |     | 34       | 4位  |
| 1998年 | MF-301HC V10, 3.0          | ベンソン&ヘッジス ジョーダン 無限ホンダ    | 198        | G      | 9   | デイモン・ヒル                                                                                 | 8   | DSQ | 8   | 10  | Ret | 8   | Ret | Ret | Ret | 7   | 4   | 4   | 1   | 6   | 9   | 4   |     | 34       | 4位  |
| 1998年 | MF-301HC V10, 3.0          | ベンソン&ヘッジス ジョーダン 無限ホンダ    | 198        | G      | 10  | ラルフ・シューマッハ                                                                           | Ret | Ret | Ret | 7   | 11  | Ret | Ret | 16  | 6   | 5   | 6   | 9   | 2   | 3   | Ret | Ret |     | 34       | 4位  |
| 1999年 | MF-301HD V10, 3.0          | ベンソン&ヘッジス ジョーダン 無限ホンダ    | 199        | B      |     |                                                                                                | AUS | BRA | SMR | MON | ESP | CAN | FRA | GBR | AUT | GER | HUN | BEL | ITA | EUR | MAL | JPN |     | 61       | 3位  |
| 1999年 | MF-301HD V10, 3.0          | ベンソン&ヘッジス ジョーダン 無限ホンダ    | 199        | B      | 7   | デイモン・ヒル                                                                                 | Ret | Ret | 4   | Ret | 7   | Ret | Ret | 5   | 8   | Ret | 6   | 6   | 10  | Ret | Ret | Ret |     | 61       | 3位  |
| 1999年 | MF-301HD V10, 3.0          | ベンソン&ヘッジス ジョーダン 無限ホンダ    | 199        | B      | 8   | ハインツ＝ハラルド・フレンツェン                                                               | 2   | 3   | Ret | 4   | Ret | 11  | 1   | 4   | 4   | 3   | 4   | 3   | 1   | Ret | 6   | 4   |     | 61       | 3位  |
| 2000年 | MF-301HE V10, 3.0          | ベンソン&ヘッジス ジョーダン 無限ホンダ    | EJ10       | B      |     |                                                                                                | AUS | BRA | SMR | GBR | EUR | ESP | MON | CAN | FRA | AUT | GER | HUN | BEL | ITA | USA | JPN | MAL | 17       | 6位  |
| 2000年 | MF-301HE V10, 3.0          | ベンソン&ヘッジス ジョーダン 無限ホンダ    | EJ10       | B      | 5   | ハインツ＝ハラルド・フレンツェン                                                               | Ret | 3   | Ret | 17  | 6   | Ret | 10  | Ret | 7   | Ret | Ret | 6   | 6   | Ret | 3   | Ret | Ret | 17       | 6位  |
| 2000年 | MF-301HE V10, 3.0          | ベンソン&ヘッジス ジョーダン 無限ホンダ    | EJ10       | B      | 6   | ヤルノ・トゥルーリ                                                                             | Ret | 4   | 15  | 6   | 12  | Ret | Ret | 6   | 6   | Ret | 9   | 7   | Ret | Ret | Ret | 13  | 12  | 17       | 6位  |

### ギャラリー
- サプライヤー 1992年 - 2000年

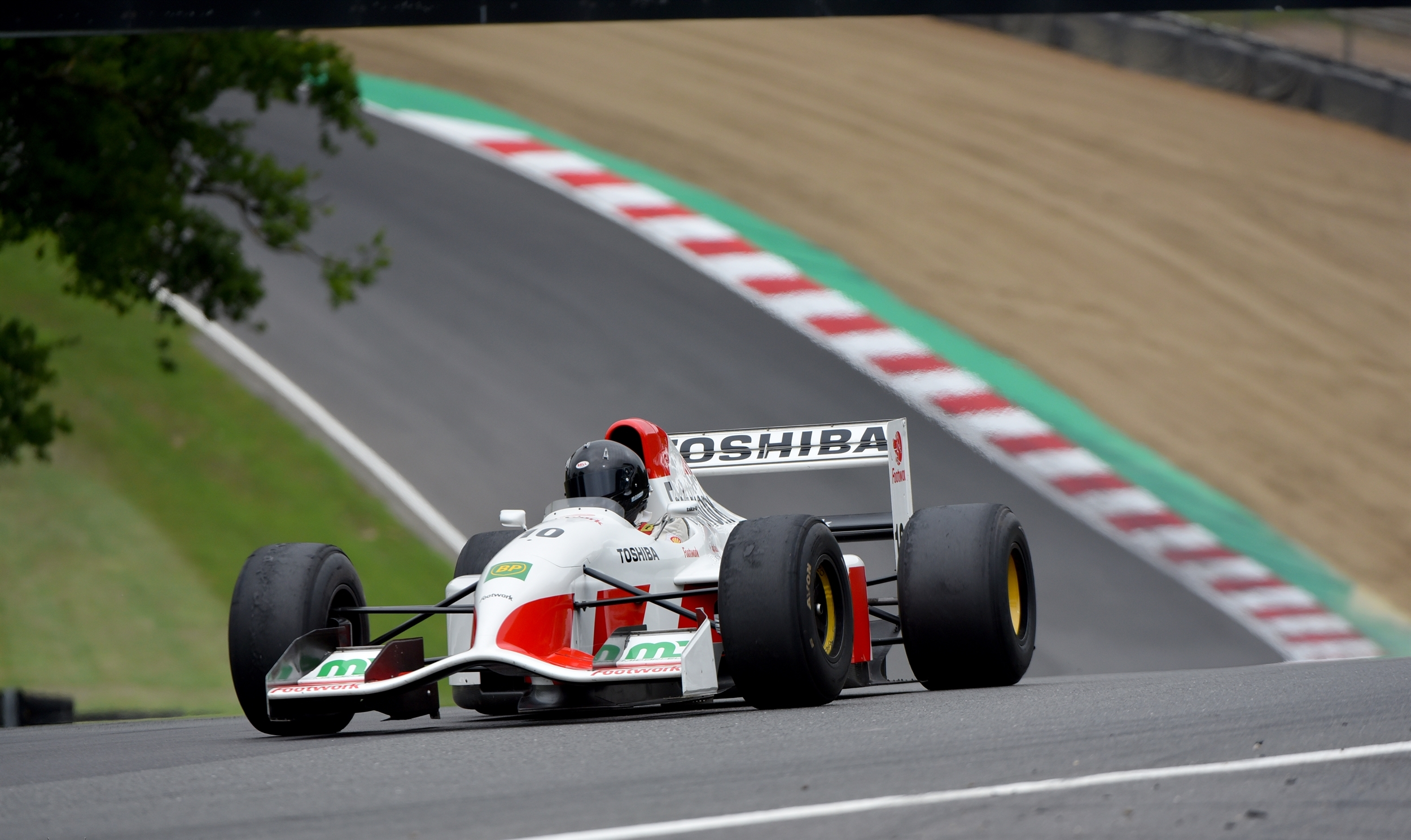
フットワーク・FA13
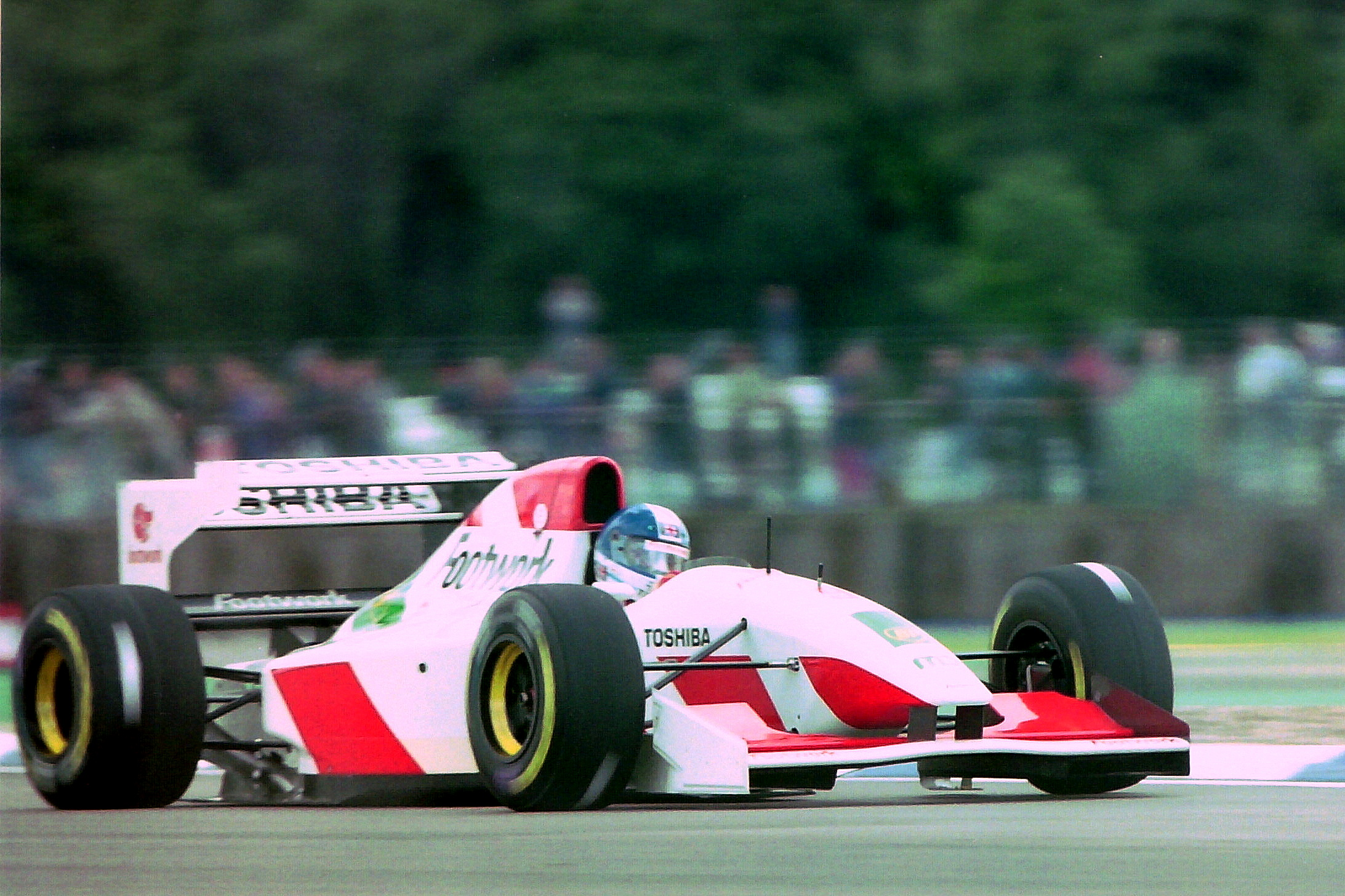
フットワーク・FA14
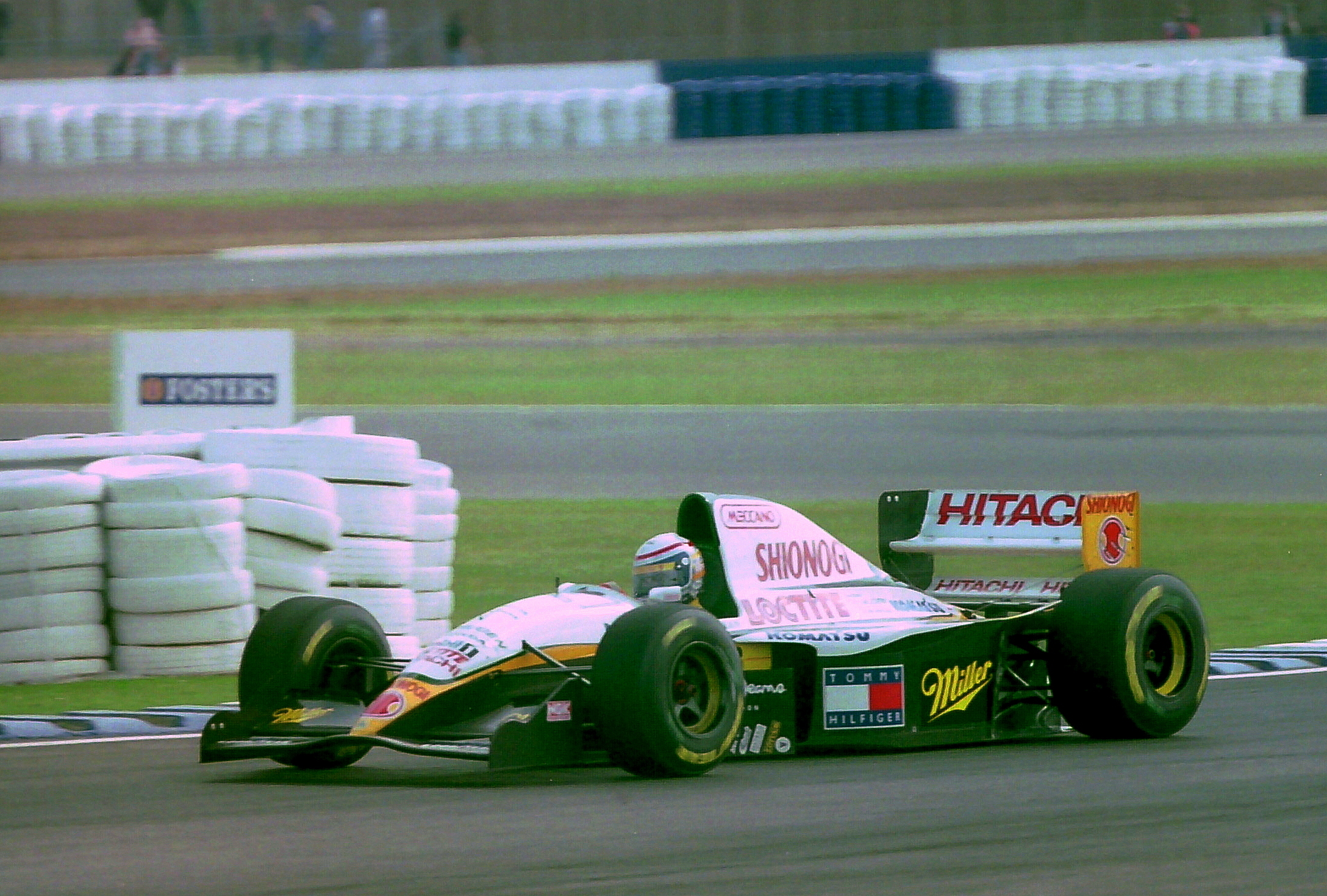
ロータス・109
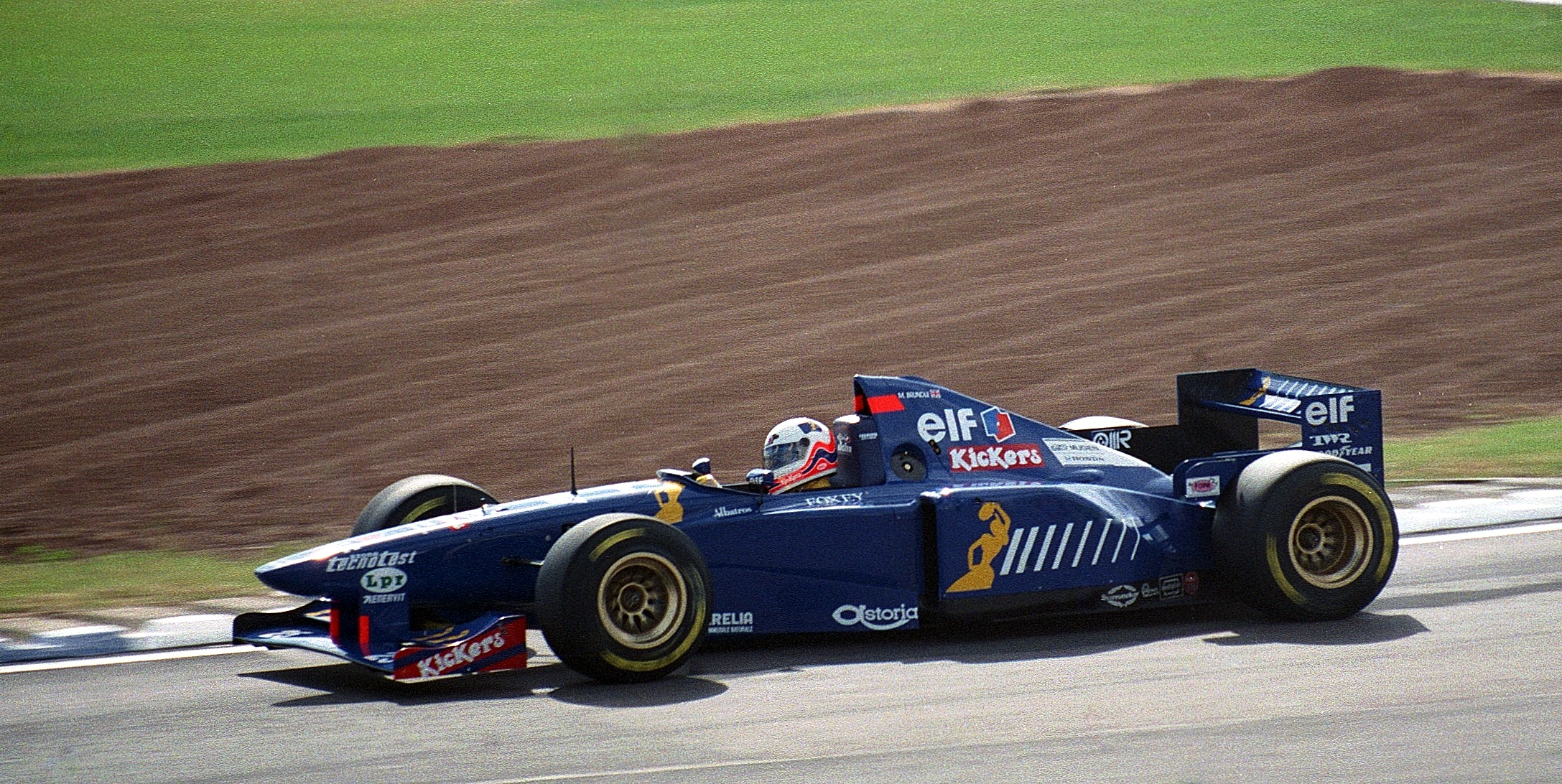
リジェ・JS41
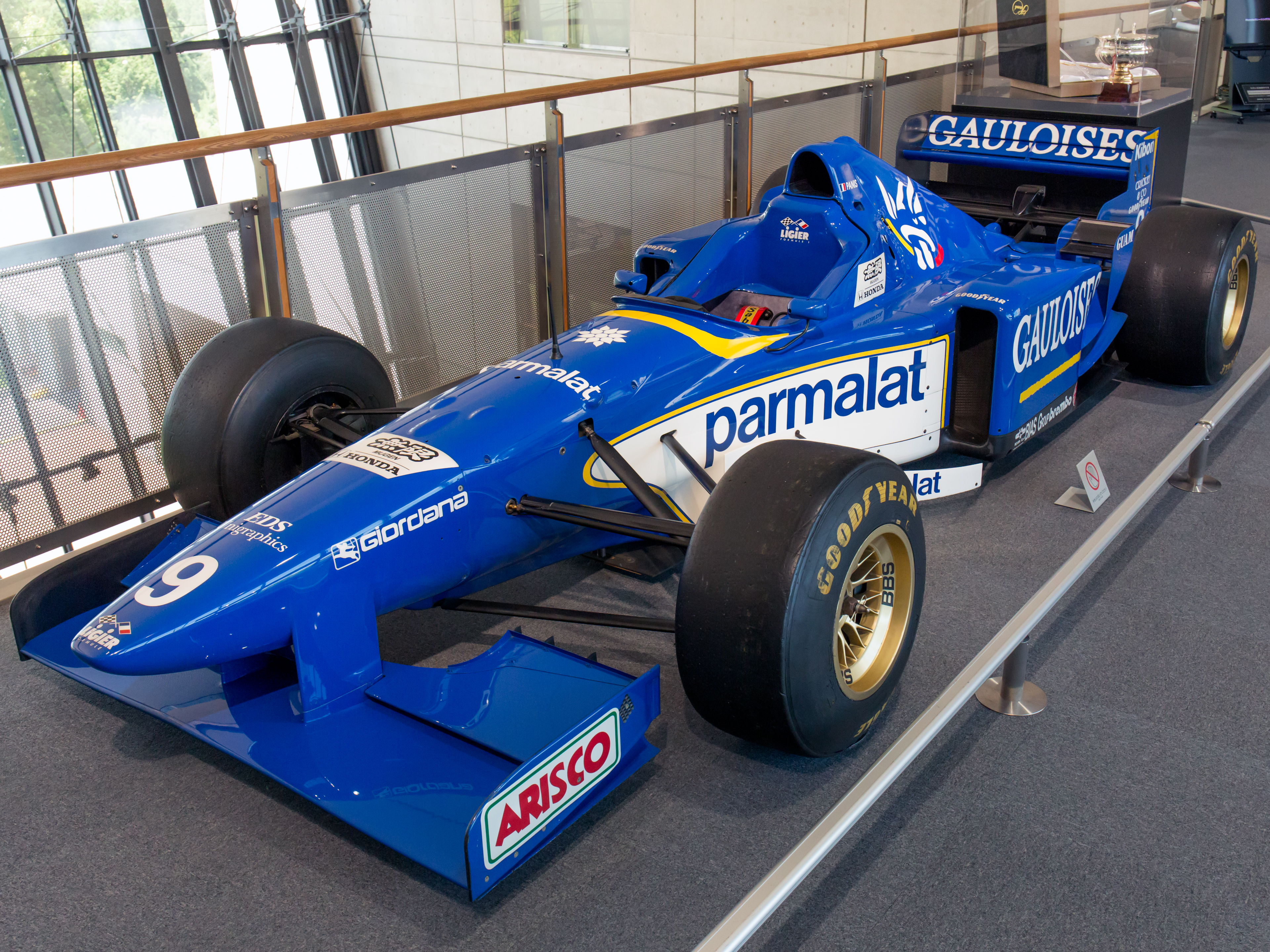
リジェ・JS43
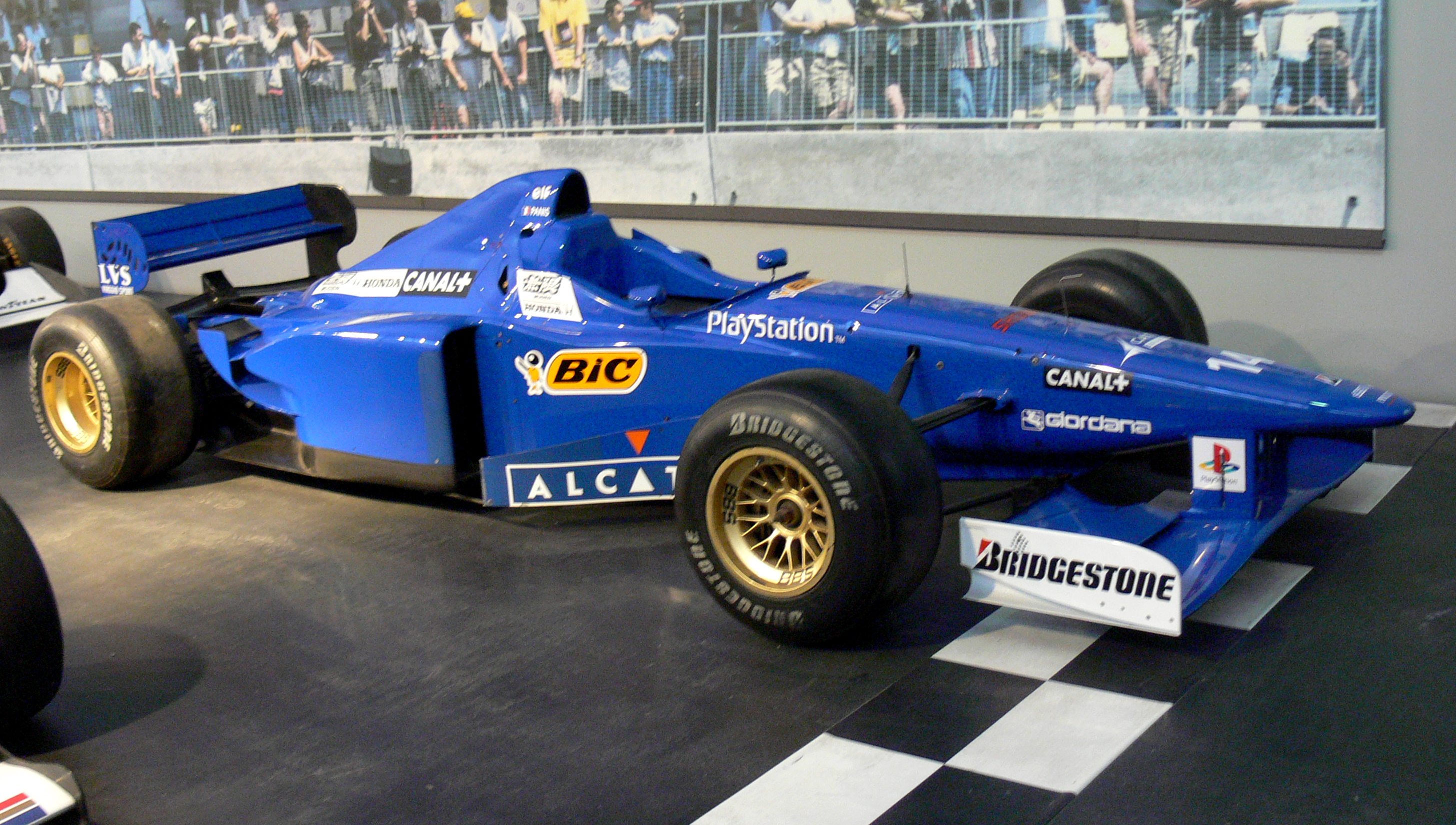
プロスト・JS45
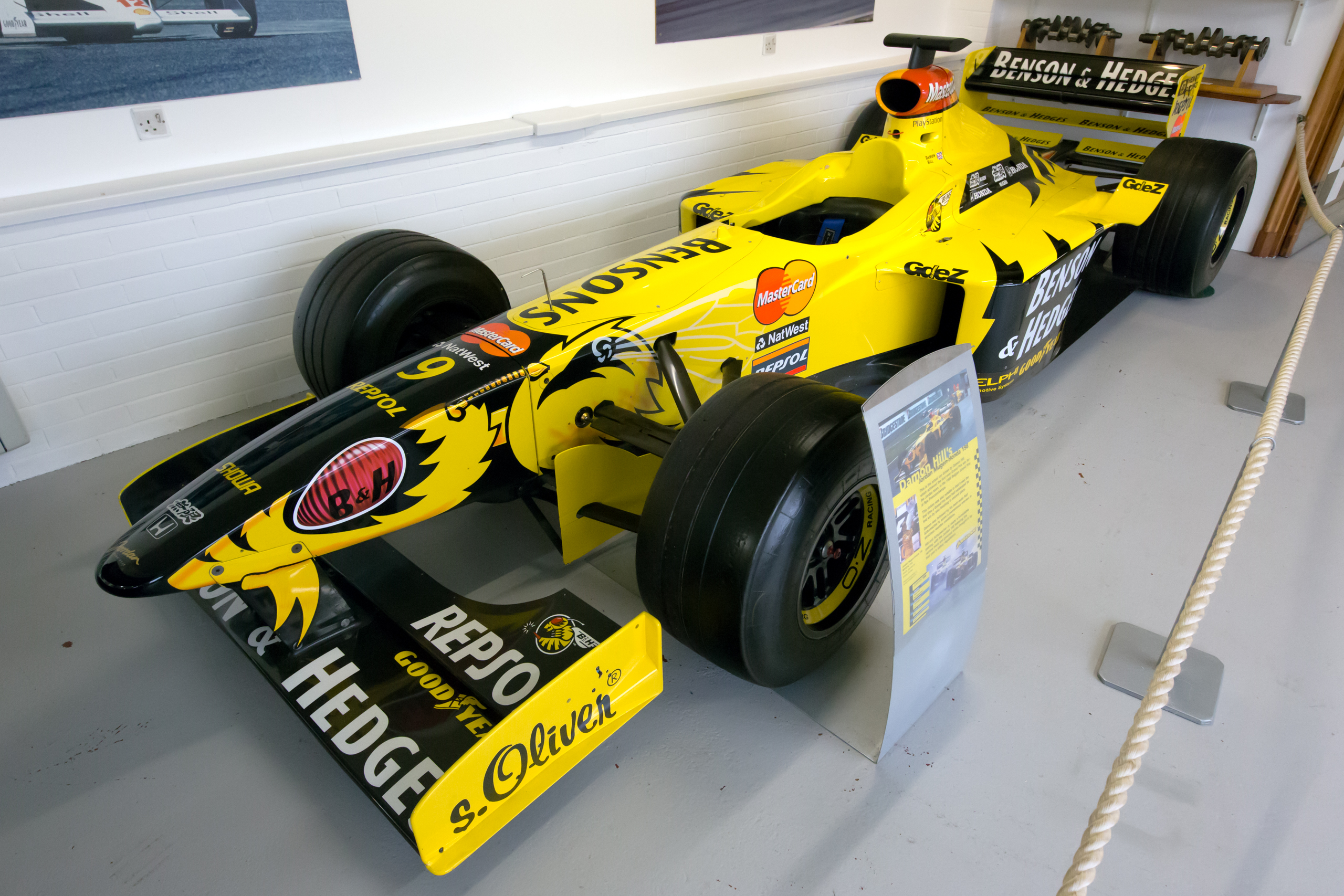
ジョーダン・198
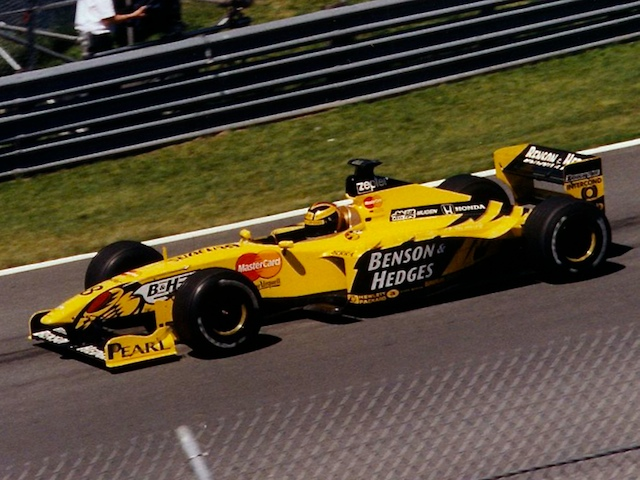
ジョーダン・199
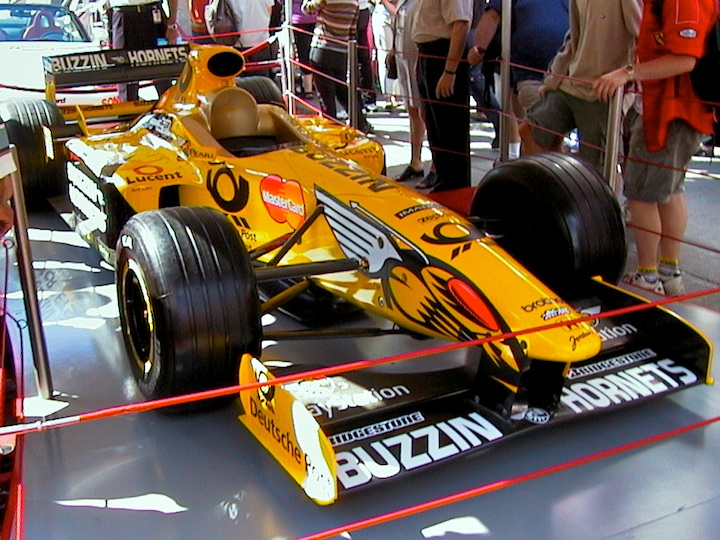
ジョーダン・EJ10

## コンプリートカー

### シビックMUGEN RR

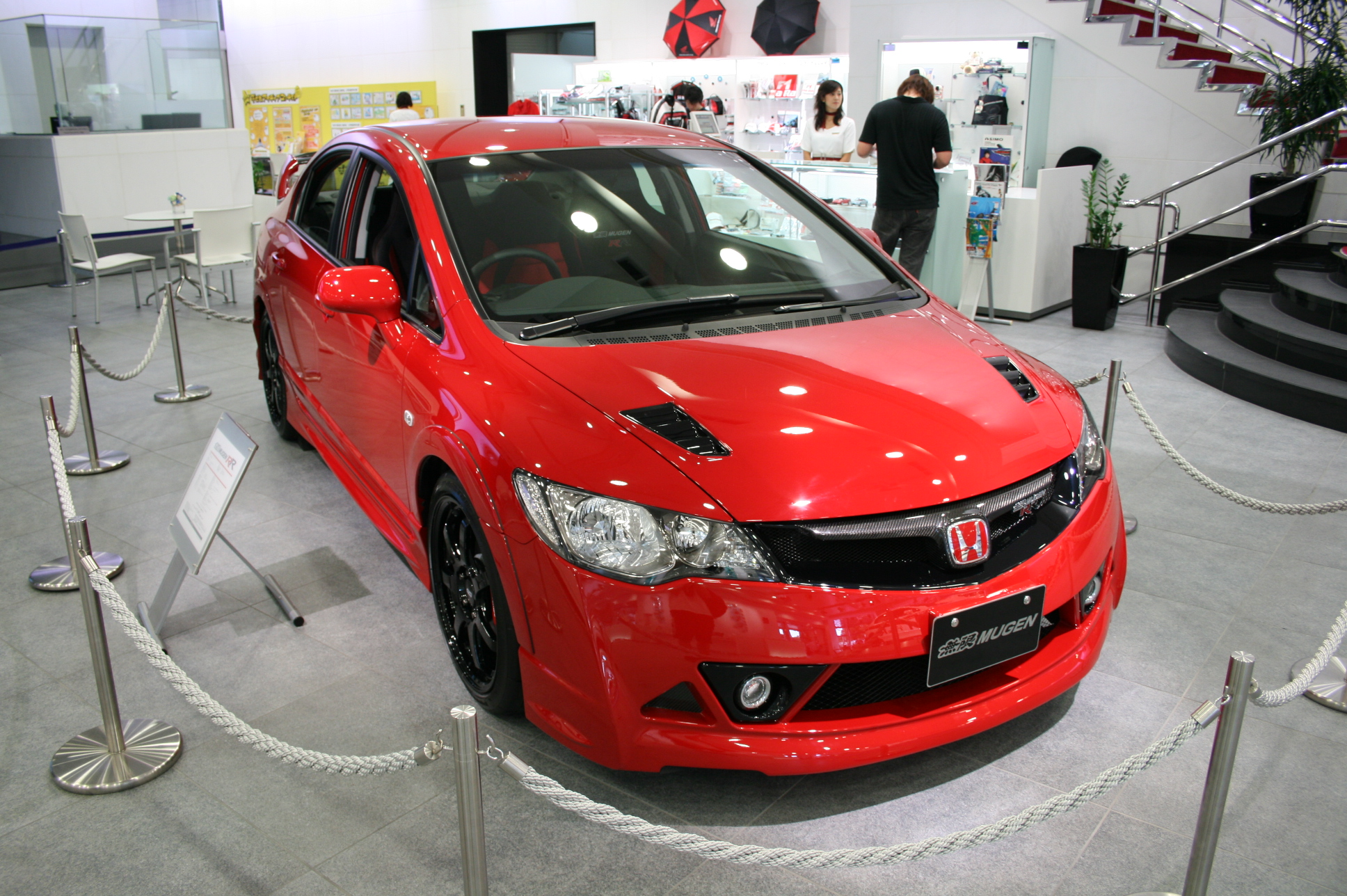
MUGEN RR

3代目（FD2型）シビックタイプRをベースに開発された無限初のコンプリートカー。300台限定で販売されたが、発売から10分で完売した。

### CR-Z MUGEN RZ
2012年にマイナーチェンジを行ったCR-Zをベースに、「誰もが熱い走りを楽しめる車」というコンセプトで発表された無限のコンプリートカー第2弾。過給機装備によるネガティブな要素を抑えるために選択された遠心式スーパーチャージャーにより、エンジンパワーは30%引き上げられ、足回りなども強化されている。